# マヤ ― 天の心、地の心 ―
マヤ暦5125年の周期が終わり、新たな世紀が始まる。グローバリゼーションで地球の破壊が進むなか危機に立ち向かう現代マヤ人を描いたドキュメンタリー映画。

## 概要
古代マヤ暦の偉大なカレンダーは 2012年12月21日に終焉する。本作品は古代マヤ神話ポポル・ブフの美しい世界観を映像表現し、現代を生きる900万人の現代マヤ人たちがグローバリゼーションによって苦境に立たされている様子を描く。マヤ暦の終焉は盛んに「人類の滅亡」と関連付けられ、様々な情報が溢れているが、この作品は、現代マヤ人たちが、遺伝子組み換え作物の導入や金鉱山の開発によって文化や生活環境が崩壊に瀕していることを描き出す。
ラインプロデューサーはブリギット・マルダースが担当した。

## キャスト
- ホセファ“チェピータ”・ヘルナンデス・ペレス
- フロリダルマ・ペレス・ゴンザレス
- カルロス・チャン・キン・チャヌク
- カヒカン・フェリペ・メヒア・セペット
- アロンソ・メンデス
- ドン・アントニオ・マルティネス
- グレゴリア・クリサンタ・ペレス
- マウディラ・ロペス・カルドナ
- ダビデ・ヘロニモ